# Elizabeth Loftus
Elizabeth F. Loftus (Los Angeles, 16 de outubro de 1944) é uma psicóloga cognitiva americana especializada na memória humana. Ela coordenou diversas pesquisas sobre a maleabilidade da memória e é conhecida pelas suas descobertas inovadoras sobre o efeito da desinformação e a memória de testemunhas oculares, bem como a criação de falsas memórias, como aquelas relacionadas a abuso sexual infantil.
Seu trabalho envolve também a aplicação de pesquisas no meio legal, onde ela consulta ou providencia testemunhos para milhares de casos. Loftus é reconhecida internacionalmente e já recebeu diversos prêmios e diplomas honorários. Em 2002, ela foi colocada em 58º lugar na lista dos 100 mais influentes pesquisadores na área de psicologia no século XX, sendo a mulher mais bem colocada da lista.

## Publicações

### Livros
- Learning. Mednick, S.A., Pollio, R. H. & Loftus, E.F. (1973).  Englewood Cliffs, NJ: Prentice-Hall.
- Human Memory: The Processing of Information. Loftus, G.R. & Loftus, E.F. (1976)  Hillsdale, NJ: Erlbaum Associates.
- Cognitive Processes. Bourne, L.E., Dominowski, R. L., & Loftus, E.F. (1979).  Englewood Cliffs, NJ: Prentice-Hall.
- Eyewitness Testimony. Loftus, E.F. (1979).  Cambridge, MA: Harvard University Press. (National Media Award, Distinguished Contribution, 1980).  (Reissued with new Preface in 1996).
- Memory. Loftus, E.F. (1980).  Reading, MA: Addison-Wesley. (Reprinted by NY: Ardsley Press 1988).
- Psychology. Wortman, C.B. & Loftus, E.F. (1981).  New York: Random House (Knopf).
- Essence of Statistics. Loftus, G.R. & Loftus, E.F. (1982).  Monterey, CA: Brooks/Cole.
- Psychology Today Bootzin, R., Loftus, E., & Zajonc, R. (1983).  (5th ed.). NY: Random House.
- Mind at Play. Loftus, G.R. & Loftus, E.F. (1983).  New York: Basic Books.
- Eyewitness Testimony—Psychological perspectives. Wells, G. & Loftus, E.F. (Eds.) (1984).  NY: Cambridge University Press.
- Psychology (2nd ed.) Wortman, C.B. & Loftus, E.F. (1985).  NY: Random House (Knopf).
- Cognitive Processes. Bourne, L.E., Dominowski, R.L., Loftus, E.F., & Healy, A. (1986).  Englewood Cliffs: Prentice-Hall.
- Eyewitness Testimony: Civil and Criminal. Loftus, E.F. & Doyle, J. (1987).  NY: Kluwer.
- Statistics. Loftus, G.R. & Loftus, E.F. (1988).  New York: Random House.
- Psychology (3rd ed.). Wortman, C.B. & Loftus, E.F. (1988).  NY: Random House (Knopf).
- Witness for the Defense; The Accused, the Eyewitness, and the Expert Who Puts Memory on Trial Loftus, E.F. & Ketcham, K. (1991) NY: St. Martin's Press.
- Psychology (4th ed.) Wortman, C.B. & Loftus, E.F. (1992)  NY: McGraw Hill.
- Eyewitness Testimony – Civil and Criminal. Loftus, E.F. & Doyle, J.M. (1992)  Charlottesville, VA: The Michie Co.
- The Myth of Repressed Memory. Loftus, E.F. & Ketcham, K. (1994)  NY: St. Martin's Press.
- Eyewitness testimony: Civil & Criminal, 3rd edition. Loftus, E.F. & Doyle, J.M. (1997)  Charlottesville, Va: Lexis Law Publishing.
- Psychology (5th edition). Wortman, C.B., Loftus, E.F., & Weaver, C. (1999)  NY: McGraw Hill.
- Eyewitness testimony: Civil & Criminal, 4th edition. Loftus, E.F., Doyle, J.M. & Dysert, J. (2008)  Charlottesville, Va: Lexis Law Publishing. (482 pages)

Além de livros, Loftus também publicou diversos artigos.